# 喙頭鱷屬
喙頭鱷屬（屬名：Sphenosuchus）是種喙頭鱷亞目動物，化石於20世紀早期發現於南非的艾略特組，該地年代為侏儸紀早期。喙頭鱷的頭顱骨保存狀態良好，但前肢與後肢相關部位的保存狀態則沒那麼好，因此喙頭鱷的化石並不完整。喙頭鱷可能是四足動物，但在機能上允許二足方式。
喙頭鱷是在1972年由英國古生物學家艾力克·沃克（Alick Walker）首次敘述於《自然》雜誌上。沃克根據喙頭鱷與鳥類的頭顱骨，提出鱷形超目與鳥類之間也許有最近共同祖先。沃克在1985年撤回這個假設，但在1990年的論文中再度提出更詳盡的假設，並提供了到目前為止最詳盡的喙頭鱷敘述。
喙頭鱷屬的模式種是S. acutus，也是唯一的種。